# Sebastián Roco
Sebastián Alejandro Roco Melgarejo (* 26. Juni 1983 in San Felipe) ist ein ehemaliger chilenischer Fußballspieler. Der Innenverteidiger bestritt sieben Länderspiele für die Nationalmannschaft.

## Karriere

### Verein
Sebastián Roco begann seine Profikarriere 2002 bei Unión San Felipe und wechselte ein Jahr später zu den Santiago Wanderers aus Valparaíso. Nach einer Saison wurde er an Deportes Temuco verliehen. Nach seiner Rückkehr etablierte er sich als Stammspieler und Kapitän bei den Caturros. Im Jahr 2008 unterschrieb er beim mexikanischen Club Necaxa, wurde jedoch für sechs Monate an Audax Italiano ausgeliehen. Anschließend wechselte er zu Gimnasia de Jujuy, wo er 2008 und 2009 spielte. Dank seiner guten Leistungen in Argentinien wurde er von Everton ausgeliehen, dem Erzrivalen seines Ex-Klubs Santiago Wanderers.
Im Januar 2010 unterschrieb Roco einen Zweijahresvertrag beim CD Cobreloa. Dort war der Verteidiger eine zentrale Figur und trug schließlich die Kapitänsbinde. Er blieb fünf Jahre beim Verein, nahm zwei Mal an der Copa Sudamericana teil und gewann in der Clausura 2011 die Vizemeisterschaft. Der Defensivakteur war Teil der ungeschlagenen Serie von 26 Spielen, was den Vereinsrekord einstellte. 
Im Jahr 2015 wurde Roco von Universidad de Concepción verpflichtet, mit der er den Titel der Copa Chile 2014/15 gewann. In der darauffolgenden Saison kehrte er zu Unión San Felipe zurück. Im März 2018 unterschrieb er bei Deportes Melipilla, wo er am Ende der Saison seine Profikarriere beendete.

### Nationalmannschaft
Sebastián Roco debütierte im April 2006 in der chilenischen Nationalmannschaft beim Freundschaftsspiel gegen Neuseeland. Beim 4:1-Erfolg traf der Defensivakteur in der 61. Spielminute zum zwischenzeitlichen 3:1. Er gehörte seitdem regelmäßig der Nationalmannschaft an und nahm an der Copa América 2007 teil, bei der er nur beim 0:0-Unentschieden im letzten Gruppenspiel gegen Mexiko auf dem Feld stand. Chile kam als Gruppendritter ins Viertelfinale, schied dort allerdings gegen Brasilien aus.

## Erfolge
Universidad de Concepción
- Chilenischer Pokalsieger: 2014/15